# Roger (futbolista)
Roger Galera Flores (Río de Janeiro, 17 de agosto de 1978), o simplemente Roger, es un exfutbolista brasileño de origen trinidense que ahora es un comentarista de fútbol del canal de televisión TV Globo, que jugaba como centrocampista.
Es un jugador zurdo que destacó por su regate, técnica, rango de pase y fuerte disparo.

## Carrera
Nacido en Río de Janeiro de padre brasileño y madre trinitense, Roger comenzó su carrera profesional con el Fluminense bajo la dirección del entrenador Carlos Alberto Parreira en 1999. Fue el jugador principal en la campaña ganadora de la Série C brasileña del equipo, y fue el símbolo de la reestructuración del club. Parreira una vez lo comparó con Diego Maradona, por tener un estilo similar. Después de una campaña relativamente exitosa en la serie regular de 2000, en la que el equipo finalmente terminó décimo en puntos, Roger estuvo involucrado en una discusión en el medio tiempo en el partido de vuelta de los cuartos de final del playoff contra São Caetano en el Maracaná , presumiblemente porque fue sustituido fuera del campo, y abandonó el estadio. Fluminense terminó perdiendo ese juego y siendo eliminado de los playoffs. Sin embargo, lograron permanecer en la Serie A en 2001 con su décimo puesto en la serie regular João Havelange.
Roger fue transferido al club portugués Benfica por un breve período de seis meses en 2001 por una suma de US$6 millones. Sin embargo, no se adaptó y regresó a Fluminense (a préstamo) solo 6 meses después de la transacción. Roger regresó a Benfica en 2002. En 2004, Roger regresó a Fluminense una vez más, pero no jugó tan bien como los años anteriores.
En 2005, Roger fue adquirido por el Corinthians por 7 millones de dólares. A finales de octubre de 2005, se rompió la pierna en un empate 1-1 con el Vasco da Gama, lo que lo dejó fuera del campeonato. Desde entonces se ha recuperado de la lesión y ha vuelto a jugar desde enero de 2006.
El 13 de julio de 2007, el CR Flamengo fichó al jugador con un contrato de préstamo por seis meses.
El 17 de enero de 2008, Roger firmó un contrato con Grêmio. En julio, Roger firmó un contrato con Qatar Sports Club y dejó Grêmio.
El 4 de febrero de 2010, Roger abandonó Oriente Medio y firmó un contrato con el Cruzeiro para jugar la Copa Libertadores.

## Selección Nacional
En 2004, Roger jugó para Brasil en un partido amistoso contra Haití. Marcó dos goles y Brasil ganó 6-0. También jugó para el equipo sub-23 de Brasil en el torneo de fútbol de los Juegos Olímpicos de 2000 en Sídney. Roger también fue elegible para la selección de fútbol de Trinidad y Tobago.

### Participaciones en los Juegos Olímpicos
| Copa                  | Sede   | Resultado        | PJ (G) |
| --------------------- | ------ | ---------------- | ------ |
| Juegos Olímpicos 2000 | Sídney | Cuartos de final | 6 (1)  |

## Clubes
| Club        | País     | Año       |
| ----------- | -------- | --------- |
| Fluminense  | Brasil   | 1996-2000 |
| Benfica     | Portugal | 2000-05   |
| Fluminense  | Brasil   | 2001-02   |
| Fluminense  | Brasil   | 2004      |
| Corinthians | Brasil   | 2005-07   |
| Flamengo    | Brasil   | 2007      |
| Grêmio      | Brasil   | 2008      |
| Qatar SC    | Catar    | 2008-09   |
| Al-Sailiya  | Catar    | 2009      |
| Cruzeiro    | Brasil   | 2010-12   |

## Apodos
Durante su paso por el Corinthians, Roger recibió el apodo de "Chinelinho" por perderse un número excesivo de partidos debido a lesiones. Casi llegó a decir que participó en anuncios de Havaianas como respuesta lúdica.

## Vida privada
Hijo mayor de Aluísio Flores (fallecido en 2017) y Geuse Galera (nacida en Trinidad y Tobago ), Roger Flores proviene de una familia de deportistas. Su media hermana, la menor de la familia Tammy Galera Takagi (hija de Geuse Galera y Tommy Takagi), compitió en los Juegos Olímpicos de Verano de 2016, en Río de Janeiro, en buceo. La también hermana del exjugador, Úrsula Flores era gimnasta. 
En 2009, Roger se casó con la actriz Deborah Secco, su novia con quien había vivido alrededor de dos años. La ceremonia tuvo lugar en el Castelo do Barão de Itaipava, en la localidad de Itaipava, distrito de la ciudad de Petrópolis, en la Región Montañosa del estado de Río de Janeiro. Según la columna Gente Boa del periódico O Globo, el alquiler del castillo para la fiesta le costó a la pareja 35.000 reales. En 2010, se separaron después de algunos rumores de infidelidad por parte de Roger, pero la pareja volvió a estar junta meses después. Sin embargo, en abril de 2013, la pareja se separó amistosamente, por motivos no revelados. 